# Caterpillar D9 de Tsahal
Pour un article plus général, voir Caterpillar D9.
Le Caterpillar D9 de Tsahal, en hébreu : דחפור די-9 בשירות צה"ל, surnommé « Doobi » (דובי) c'est-à-dire ours en peluche, est un bulldozer blindé à chenilles, construit par l'entreprise américaine Caterpillar et utilisé par les forces armées israéliennes. Le Caterpillar D9 blindé israélien a été lourdement modifié par l'armée israélienne, les industries militaires israéliennes et les industries aérospatiales israéliennes afin d'accroître la capacité de survie du bulldozer dans des environnements hostiles et de lui permettre de résister à de lourdes attaques, le rendant ainsi adapté à une utilisation militaire d'ingénierie de combat. Il est utilisé par le Corps de génie de combat israélien (en) pour des opérations de génie militaire et de contre-terrorisme.

## Caractéristiques
Le D9R, la dernière génération de bulldozers Caterpillar D9 en service dans l'armée israélienne, a une puissance de 405-410 chevaux(302-306 kW) et une force de traction de 71,6 tonnes (environ 702 kN). Les générations précédentes, telles que le D9L et le D9N, sont toujours en service, principalement dans les forces de réserve. Le D9 a un équipage de deux personnes : le conducteur et le commandant. Il est utilisé par les unités TZAMA (en hébreu :צמ "ה = ציוד מכני הנדסי, équipement de génie mécanique) du Corps de génie de combat.
La principale modification apportée par les FDI est l'installation d'un kit de blindage du véhicule fabriqué en Israël, qui assure la protection des systèmes mécaniques et de la cabine de le conducteur. Le conducteur et le commandant sont protégés à l'intérieur d'une cabine blindée (le cockpit), avec des fenêtres en verre pare-balles pour se protéger des bombes, des mitrailleuses et des tirs de snipers.
Tsahal a également développé et installé un blindage à lamelles pour dévier les tirs de lance-roquettes (RPG). L'ensemble du blindage ajoute environ quinze tonnes au poids du D9 sorti d’usine. Les bulldozers D9 modifiés peuvent être équipés d'éléments divers, tels que des mitrailleuses, des projecteurs de fumée ou des lance-grenades actionnés par l'équipage. Le blindage israélien et la construction durable du D9 le rendent résistant aux mines terrestres, aux engins explosifs improvisés et aux grosses charges ventrales,.
Tsahal utilise le D9 pour une grande variété de tâches de génie de combat, telles que les travaux de terrassement, le creusement de douves, le montage de barrières de sable, la construction de fortifications, le sauvetage de véhicules de combat blindés coincés, renversés ou endommagés (avec le véhicule de récupération M88), le déminage, la détonation d'engin explosif improvisé et d'explosifs, la manipulation de pièges, l'élimination d'obstacles sur le terrain et l'ouverture de routes pour les véhicules de combat blindés et l'infanterie, ainsi que la démolition de bâtiments, y compris sous le feu de l'ennemi. Il est également utilisé pour la démolition des bâtiments palestiniens dans sa lutte contre les Palestiniens.

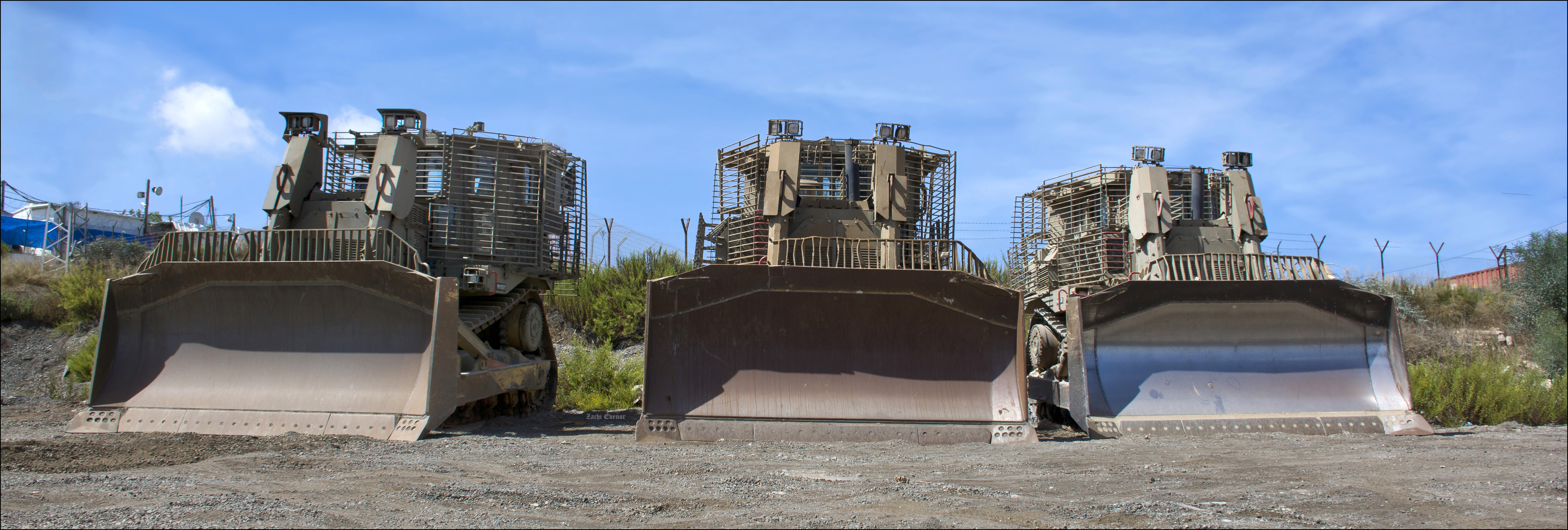
Trois Caterpillar D9 de Tsahal équipés d'un blindage à lamelles, stationnés près d'un avant-poste des forces armées israéliennes.

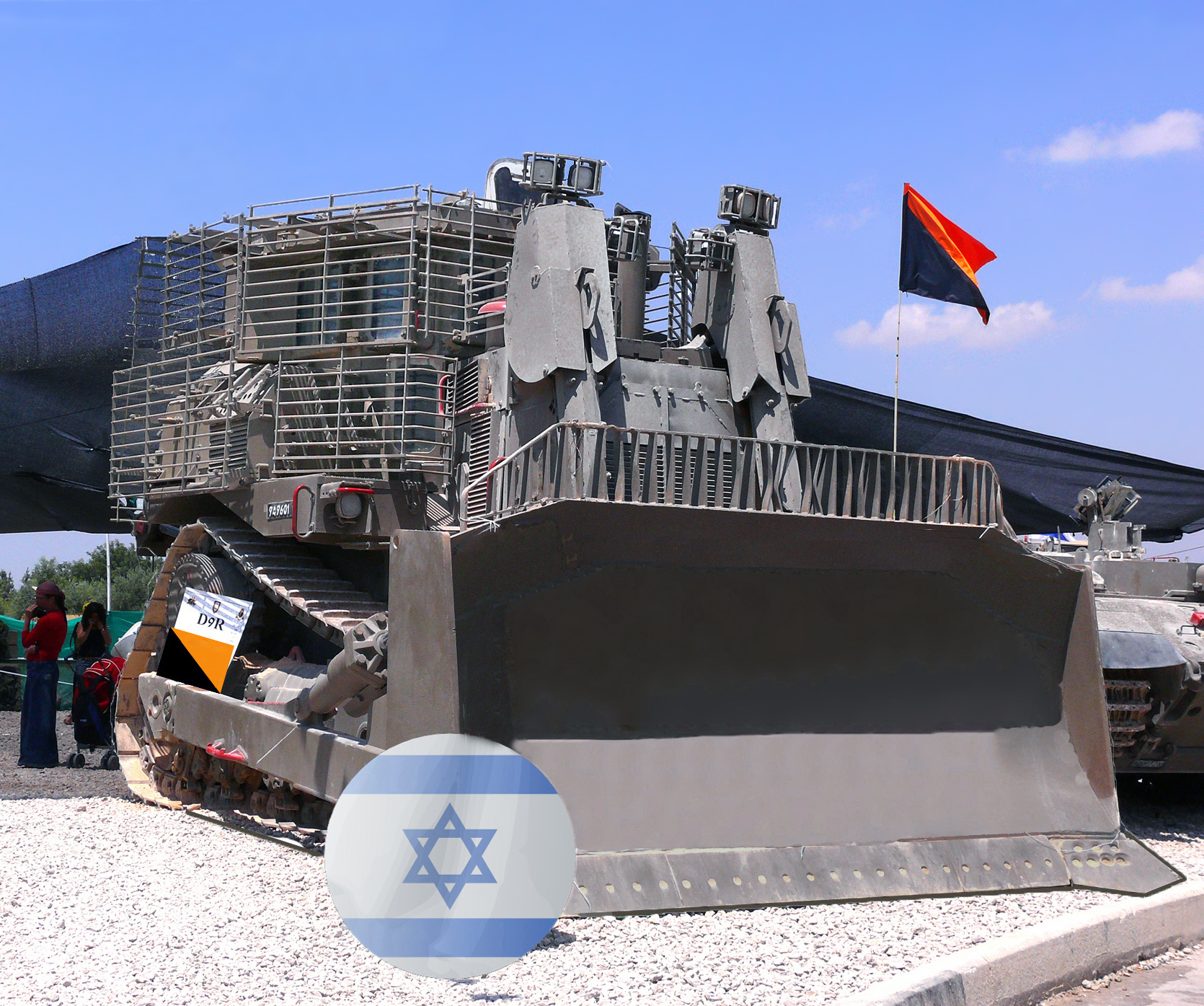
D9R de Tsahal (blindé de quatrième génération) exposé lors de l'exposition Yom Ha'atzmaut du commandement terrestre (armée), 2008 (vue de face, à droite).
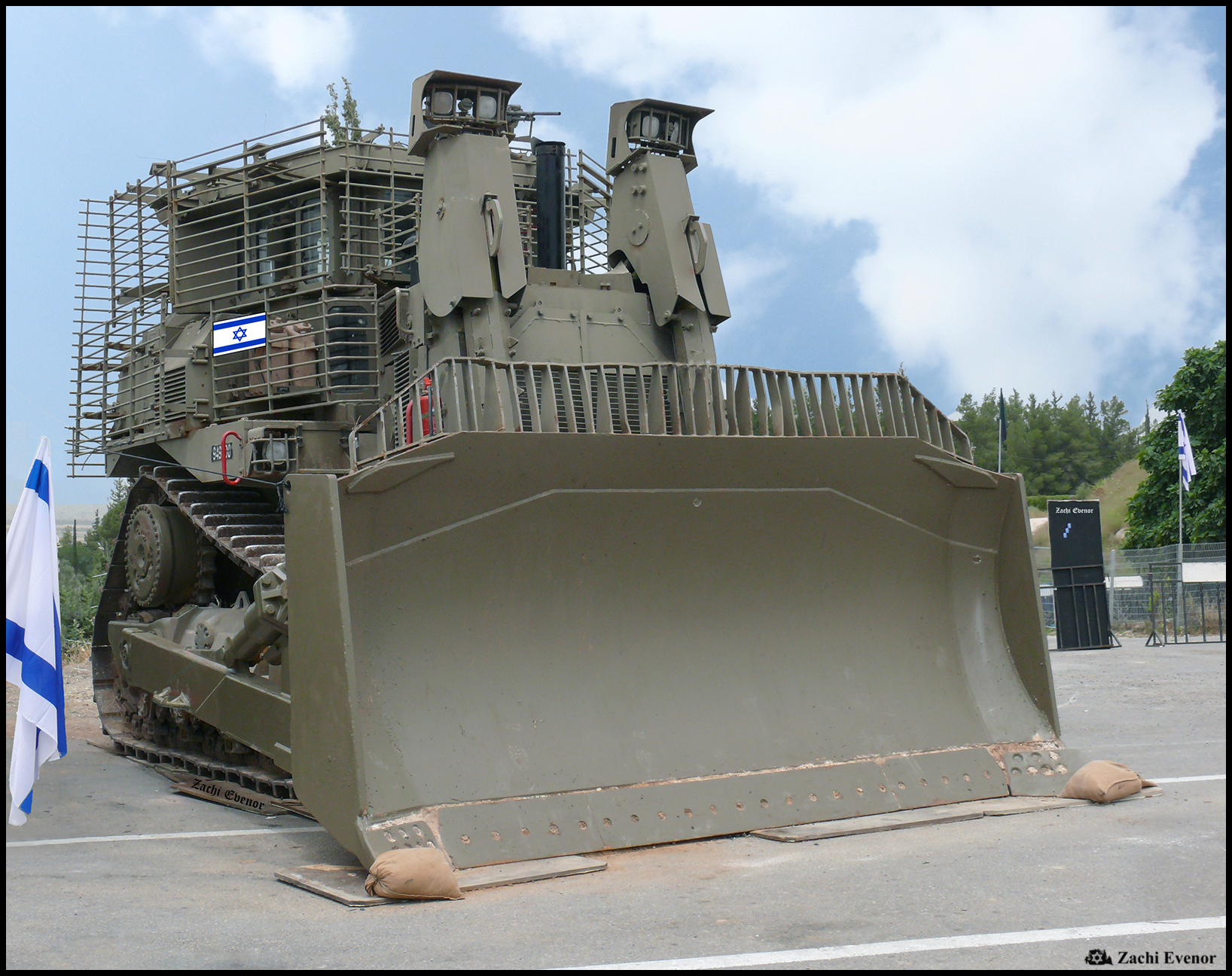
Le D9T (blindé de 4e génération) de Tsahal exposé lors de l'exposition Yom Ha'atzmaut du commandement terrestre (armée), 2014. (vue avant droite).
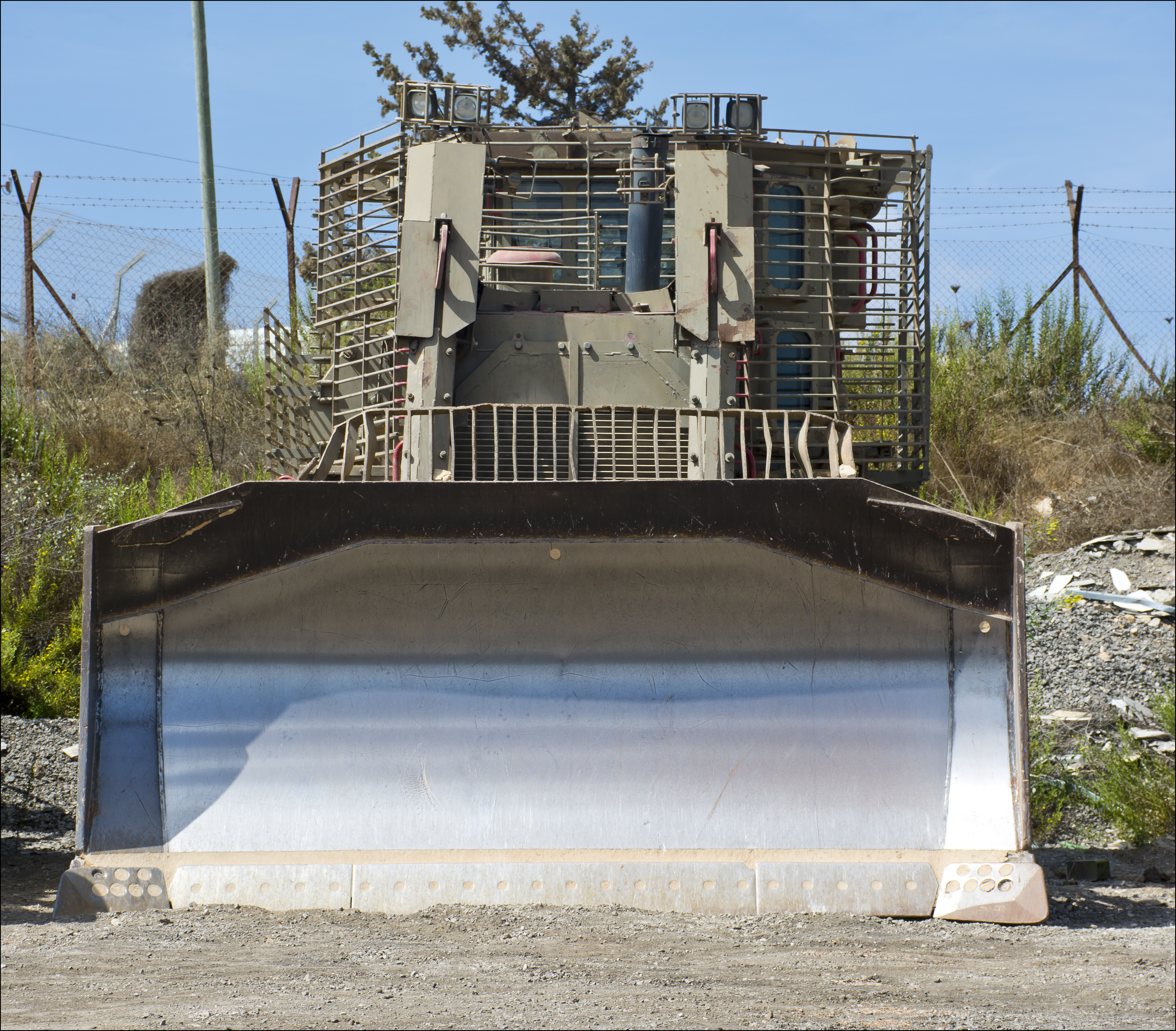
D9R/T (blindé de quatrième génération) de Tsahal stationné près d'un avant-poste militaire (vue de face).
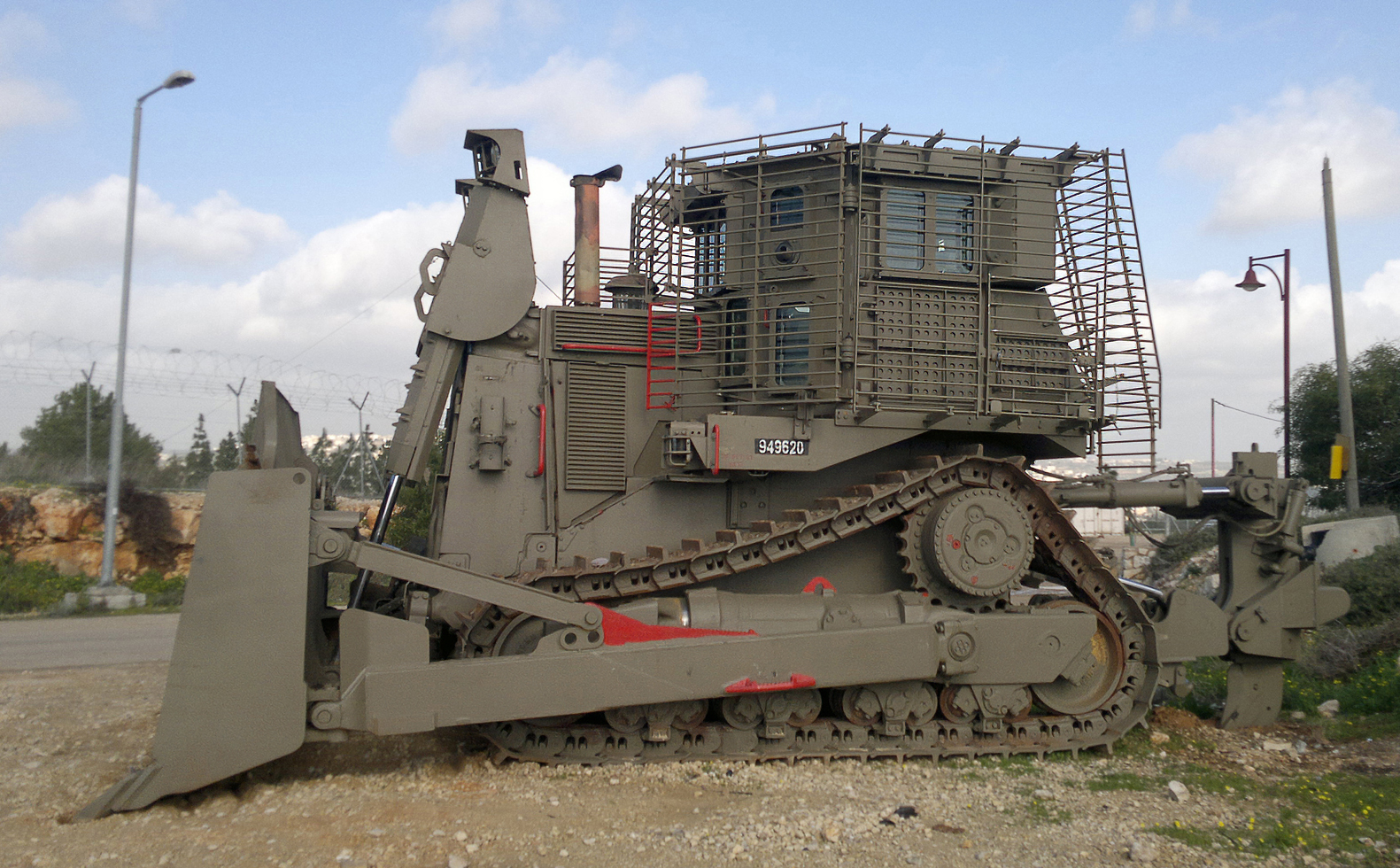
D9R/T (blindé de quatrième génération) de Tsahal stationné près d'un avant-poste militaire (vue de côté).

## Histoire
Le bulldozer Caterpillar D9 est présenté en 1954 par Caterpillar Inc. et il trouve rapidement sa place dans l'ingénierie civile en Israël, où il est enrôlé pour le service militaire par Tsahal. 

### Usage initial
Les bulldozers D9 non blindés ont participé à la guerre du Sinaï (1956), à la guerre des Six Jours (1967), à la guerre du Kippour (1973) et à l'opération Paix en Galilée(1982).
Pendant la guerre du Kippour, les bulldozers D9 ont ouvert des routes aux forces israéliennes, en éliminant les mines terrestres et autres obstacles antichars. Sur le front sud, les D9 ont remorqué des ponts et du matériel de percée et ont aidé le général Ariel Sharon à traverser le canal de Suez et à déterminer la guerre avec l'Égypte. Les D9 rasent la barrière de sable autour du canal et déminent les alentours. Sur le front nord, le D9 est le premier véhicule motorisé à atteindre le sommet du mont Hermon, ouvrant la voie au Corps du Génie de Tsahal, à la brigade Golani et à la brigade des Parachutistes (en) pour occuper le sommet, empêcher l’armée syrienne d’y accéder et soutenir les revendications israéliennes.
Au cours de l'opération Paix en Galilée, les D9 de Tsahal sont utilisés pour ouvrir des brèches et ouvrir des voies à travers les montagnes et les champs dans le paysage montagneux du Sud-Liban. Les D9 ont également nettoyé les champs de mines et les charges explosives placées sur les routes principales par l'armée syrienne et les insurgés palestiniens.
Entre les deux guerres, les bulldozers D9 sont utilisés pour les travaux de terrassement, la construction de fortifications, l'ouverture de routes et l'enlèvement de charges explosives. À la fin des années 1980, un blindage de fabrication israélienne est installé sur les bulldozers D9L en service dans les FDI. Des kits de blindage améliorés sont conçus et installés sur les bulldozers D9N au cours des années 1990.

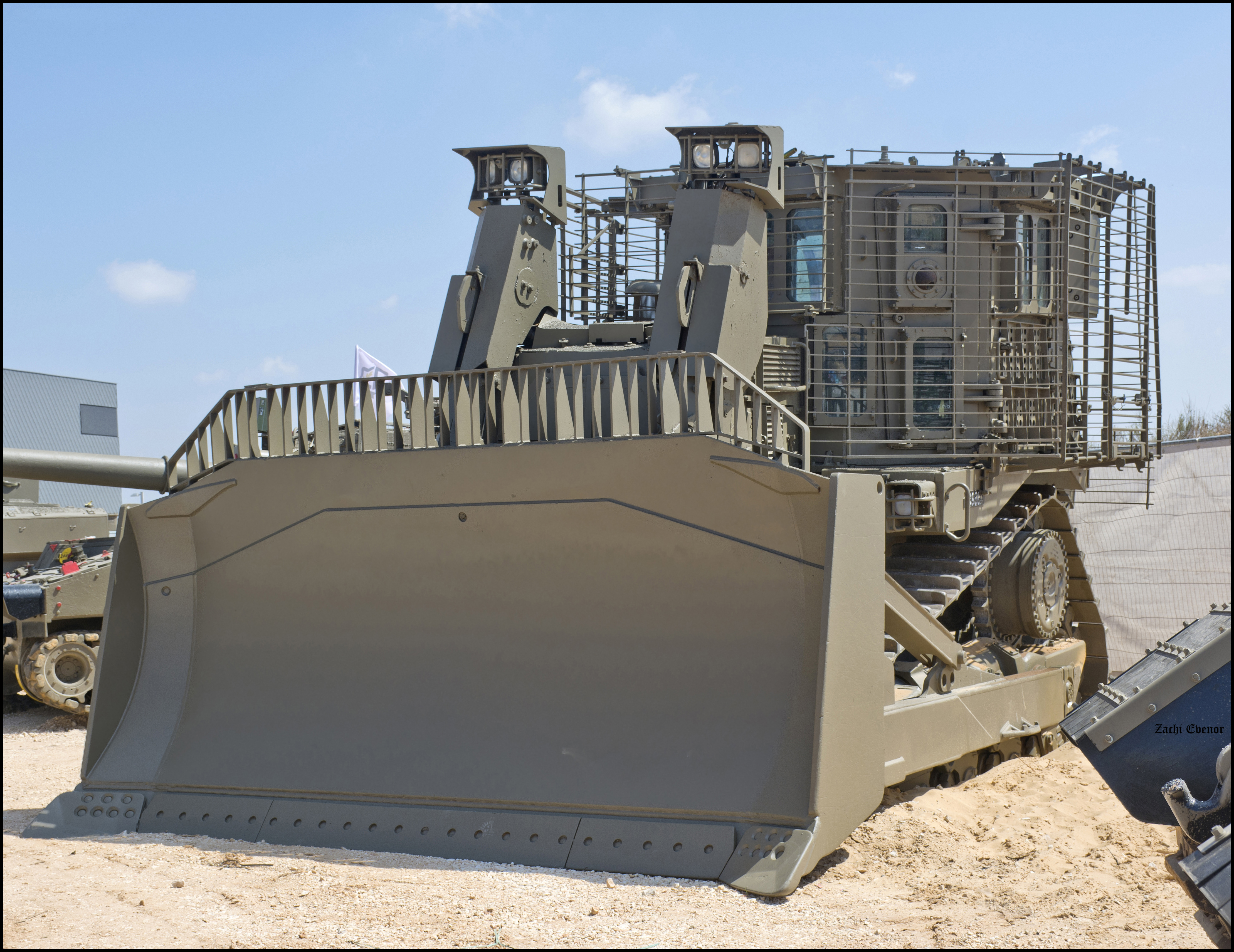
D9 de Tsahal (blindage de quatrième génération) blindage à lamelles supplémentaire en exposition (2018).
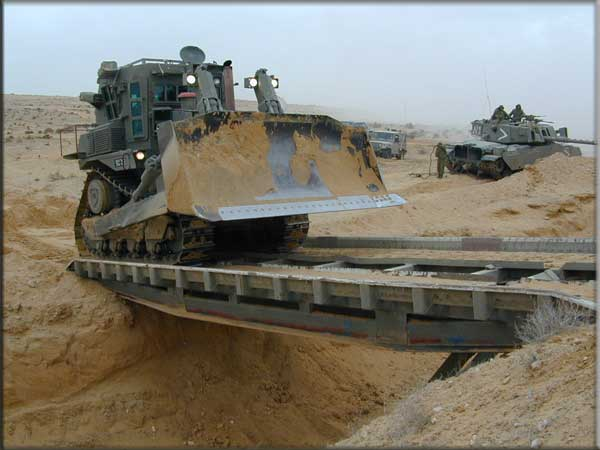
D9 de Tsahal (blindage de seconde génération) durant un entraînement.
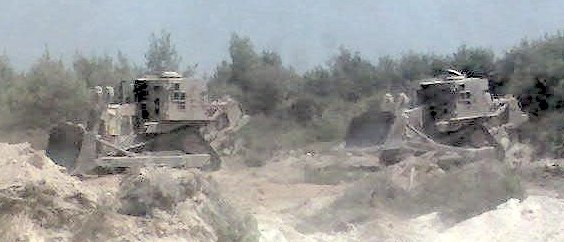
D9 de Tsahal (blindage de seconde génération) démolissant des bunkers du Hezbollah durant la seconde guerre du Liban.
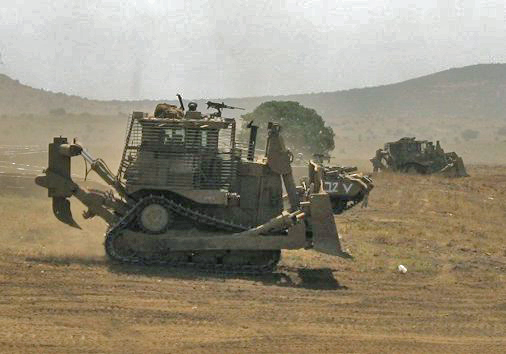
D9R de Tsahal (blindage 3.5 génération) armé d'une mitrailleuse FN MAG et servi par un militaire en gilet pare-balles lors d'un entraînement de Tsahal.

### Seconde intifada
Au cours de la seconde Intifada (2000-2005), les bulldozers blindés D9 acquièrent une certaine notoriété car ils résistent aux projectiles palestiniens et même aux tirs de RPG et aux charges ventrales de plus de 100 kilogrammes (220 livres), voire d'une demi-tonne d'explosifs. Ils sont donc utilisés pour ouvrir des voies sûres aux forces de l'armée israélienne et pour faire exploser les charges explosives posées par les militants palestiniens. Les bulldozers sont aussi largement utilisés pour dégager les arbustes et les structures qui servent de couverture aux attaques palestiniennes. En outre, ils rasent les maisons des familles des radicaux.
À la suite de plusieurs incidents au cours desquels des Palestiniens armés se sont barricadés dans des maisons et ont tué des soldats qui tentaient d'y pénétrer, Tshahal met au point le Nohal Sir Lachatz / נוהל סיר לחץ (he) c'est-à-dire en français : procédure de la cocotte-minute, dans laquelle des D9 et d'autres véhicules de génie civil sont utilisés pour les faire sortir en rasant les maisons ; la plupart d'entre eux se rendent de peur d'être enterrés vivants.
Pendant la bataille de Jénine en 2002 (en), les bulldozers blindés D9 éliminent les pièges et les engins explosifs improvisés, et rasent finalement les maisons d'où les militants tirent sur les soldats israéliens ou contenaient d'éventuels engins explosifs improvisés et pièges. Une interview traduite de l'un des chauffeurs a été publiée par Gush Shalom. Après l'embuscade meurtrière dans laquelle treize soldats sont tués, les bulldozers D9 rasent le centre du camp et forcent les combattants palestiniens restants à se rendre, terminant ainsi la bataille par une victoire israélienne.

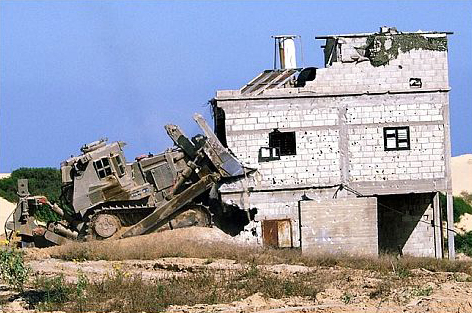
Un D9N (blindé de deuxième génération) de Tsahal rasant une maison pendant la seconde Intifada.
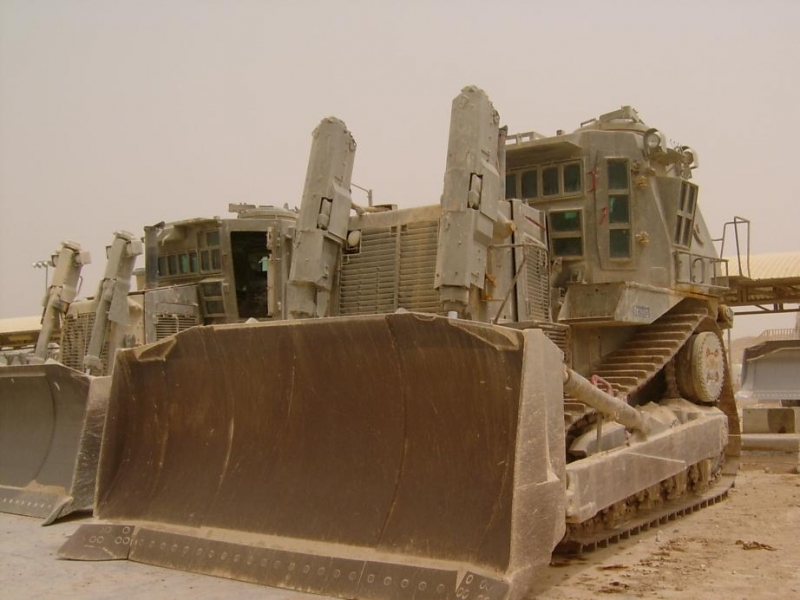
D9L de Tsahal (blindé de 1ère génération), impliqué dans la bataille de Jénine en 2002 (en) lors de l'opération Rempart.
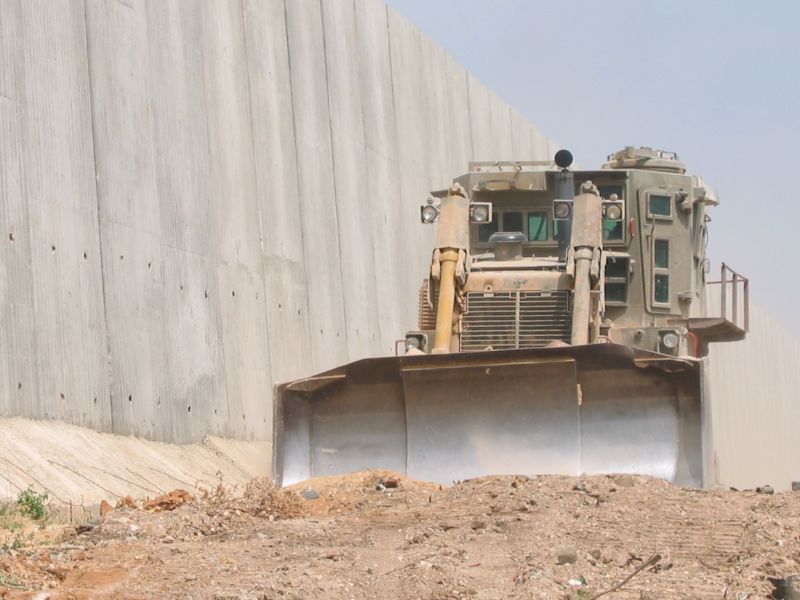
D9N (blindé de 2ème génération) de Tsahal près de la barrière israélienne de Cisjordanie (vue frontale).
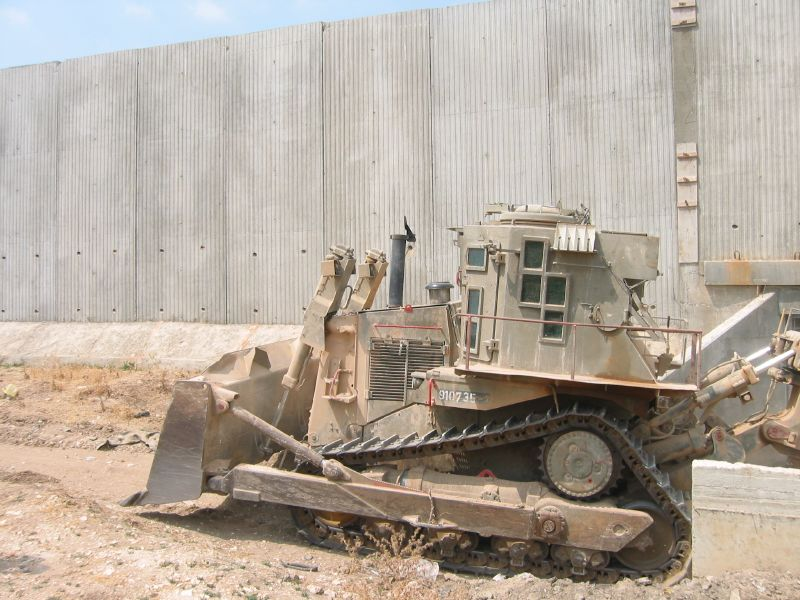
D9N de Tsahal (blindé de 2ème génération) près de la barrière israélienne de Cisjordanie (vue latérale).

### D9R et début duXXIesiècle
Au début des années 2000, le nouveau D9R entre en service dans l'armée israélienne. Il est équipé d'un blindage de nouvelle génération conçu par le MASHA (en hébreu : מש "א, littéralement Centre de restauration et de maintenance), Israel Aerospace Industries et Zoko Shiloovim/ITE (importateurs de Caterpillar Inc. en Israël). En raison de la menace croissante des roquettes antichars à charge creuse et des missiles antichars, Tsahal introduit en 2005 un blindage à lamelles, installé en grand nombre sur les bulldozers D9R de Tsahal en 2006. Le blindage à lamelles s'avère efficace ; ses concepteurs et installateurs reçoivent le prix du commandement terrestre de l'armée israélienne.
L'IDF utilise également des bulldozers D9N blindés et télécommandés, appelés Raam HaShachar (en hébreu :רעם השחר, littéralement tonnerre de l'aube), souvent appelés tonnerre noir. Le bulldozer télécommandé est utilisé lorsqu'il y a un grand risque pour la vie humaine, principalement pour ouvrir des voies dangereuses et faire exploser des charges explosives.
Il est déployé dans la Bande de Gaza et en Cisjordanie lors de la guerre à Gaza. Des vidéos montrant des D9 détruits ou endommagés par des roquettes ou des explosifs sont régulièrement partagées par les groupes armés palestiniens.[réf. nécessaire]

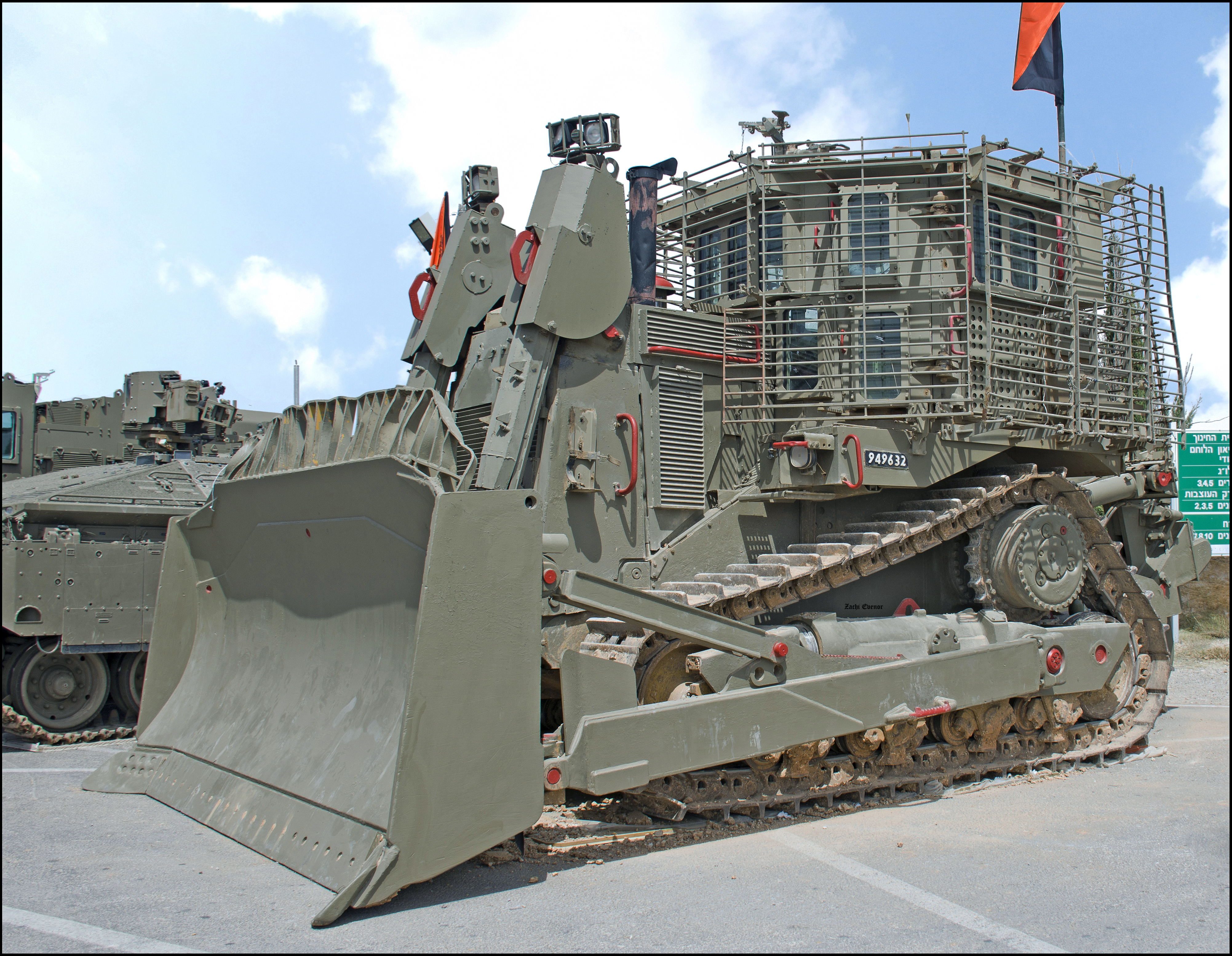
Le Caterpillar D9R (blindage de 4ème génération) de l'école du génie de combat est exposé (voir le blindage à lamelles et les poignées peintes en rouge).
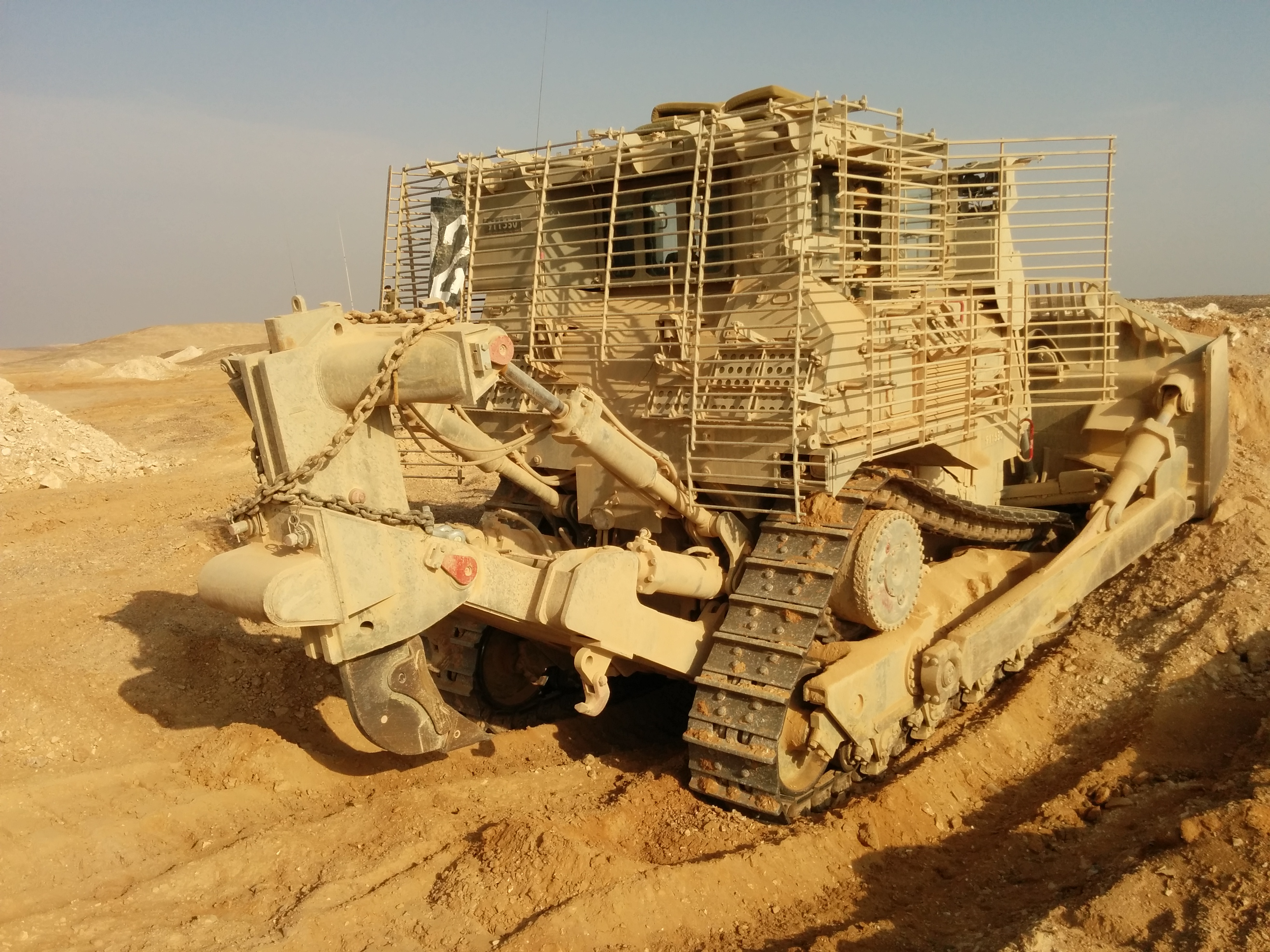
IDF D9R (bliindage de 3ème génération) lors d'un entraînement dans le désert.
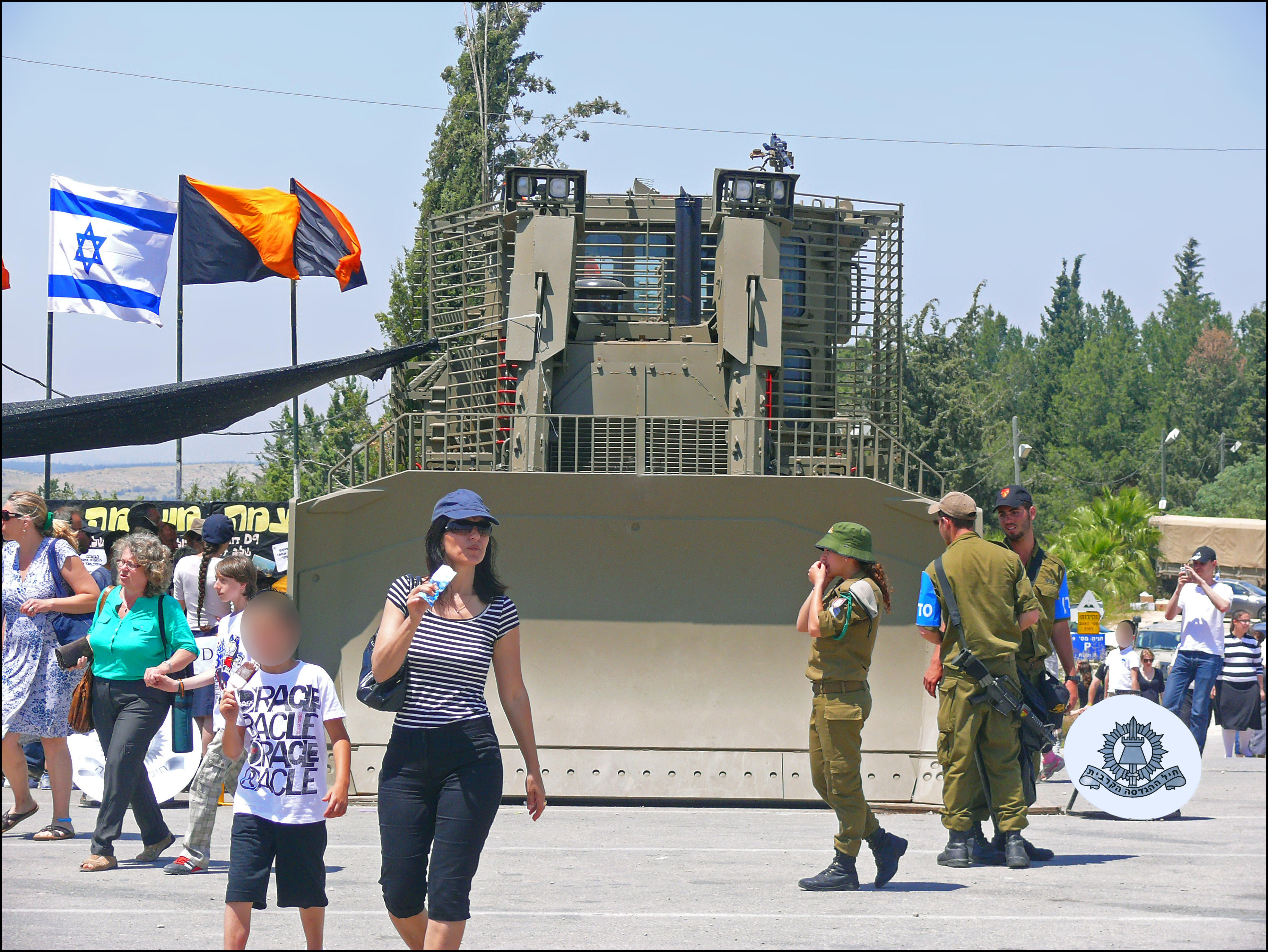
D9R de Tsahal (blindé de 4e génération) dans l'exposition Yom Ha'atzmaut du commandement terrestre de Tsahal.

## Critiques
La vente des D9 à l'armée israélienne pour être utilisés dans les territoires palestiniens occupés est critiquée par des groupes de défense des droits de l'Homme, des groupes de la société civile et de surveillance éthique des investissements,.
Un rapport d'Amnesty International sur les démolitions de logements dans les territoires palestiniens occupés de mai 2004 dénote un risque de complicité de Caterpillar avec des violations des droits humains. L'office du Haut-Commissariat des Nations unies aux droits de l'homme a écrit à l'entreprise le mois suivant, l'avertissant qu'en vendant des bulldozers à Tsahal, Caterpillar pourrait se rendre complice de violations des droits de l'Homme, particulièrement du droit à l'alimentation, ces bulldozers étant utilisés pour démolir des fermes palestiniennes,. Human Rights Watch a rapporté la même année un usage systémique des D9 dans les démolitions illégales à travers les territoires occupés et a appelé à la suspension des ventes de Caterpillar D9 à Israël, citant le code de conduite interne à l'entreprise.
La destruction punitive des logements palestiniens a été décrite comme étant une forme de punition collective, selon Human Rights Watch, ce qui pourrait être considéré comme un crime de guerre.
Le groupe pro-palestinien Jewish Voice for Peace et 4 ordres catholiques romains ont introduit une résolution durant la réunion des actionnaires de Caterpillar à la suite des rapports de violations des droits de l'Homme. Cette intervention demande une enquête sur la conformité de l'usage des bulldozers de l'entreprise afin de détruire des logements palestiniens avec le code de conduite interne. En réponse à l'intervention, le groupe de soutien à Israël StandWithUs a invité ses membres à acheter des actions Caterpillar et à écrire des lettres de soutien à l'entreprise.
L'index d'investissement américain MSCI a enlevé Caterpillar de 3 de ses index d'investissement responsable en 2012, justifié par l'usage fait par Tsahal de ses bulldozers dans les territoires palestiniens,. En 2017, des documents ont émergé, montrant que Caterpillar avait engagé des détectives privés pour espionner la famille de Rachel Corrie, l'activiste américaine pour les droits de l'Homme qui a été tuée par un bulldozer D9 à Rafah en 2003. En 2022, l'organisation non-gouvernementale Stop The Wall a nommé Caterpillar, ainsi que Hyundai Heavy Industries, JCB et le groupe Volvo, complices dans le nettoyage ethnique d'Israël dans les territoires palestiniens occupés à travers l'usage de leur équipement lors de la destruction de huit villages palestiniens à Masafer Yatta en Cisjordanie.